# Nikkel(II)carbonaat
Nikkel(II)carbonaat is een anorganische verbinding van nikkel, met als brutoformule NiCO3. De stof komt voor als lichtgroene kristallen of poeder, dat quasi-onoplosbaar is in water.

## Synthese
Nikkel(II)carbonaat kan bereid worden door de elektrolyse van met koolstofdioxide verzadigd water aan een nikkelelektrode. Hierdoor ontstaat het hydraat. De watervrije stof kan bereid worden door reactie van natriumwaterstofcarbonaat met een nikkel(II)chloride-oplossing, die licht aangezuurd is met zoutzuur, bij hoge druk en temperatuur.

## Toxicologie en veiligheid
Nikkel(II)carbonaat ontleedt bij verhitting en bij contact met zuren, met vorming van koolstofdioxide. Ze reageert hevig met aniline, waterstofsulfide, brandbare oplosmiddelen, hydrazine en metaalpoeders (vooral zink, aluminium en magnesium), waardoor brand- en ontploffingsgevaar ontstaat.
Herhaald of langdurig contact kan de huid gevoelig maken. Inademing van poederdeeltjes of dampen kan astma veroorzaken. Nikkel(II)carbonaat kan effecten hebben op de longen. De stof is kankerverwekkend bij de mens.